# Joe Abbenda
Joe Abbenda (Long Island, New York, 1939. július 4. –) amerikai olasz testépítő. Tom Sansone mellett a másik jelentős olasz-amerikai testépítő. 1962-ben megnyerte az AAU Mr. America és az amatőr Mr. Universe versenyeket.